# Bisetocreagris turkestanica
Espèce
Synonymes
- Ideobisium turkestanicum Beier, 1929
- Bisetocreagris egeria Ćurčić, 1985

Bisetocreagris turkestanica est une espèce de pseudoscorpions de la famille des Neobisiidae.

## Distribution
Cette espèce se rencontre en Ouzbékistan, au Kirghizistan et au Turkménistan.

## Systématique et taxinomie
Cette espèce a été décrite sous le protonyme Ideobisium turkestanicum par Beier en 1929. Elle est placée dans le genre Microcreagris par Beier en 1932 puis dans le genre Bisetocreagris par Schawaller en 1985 qui dans le même temps place Bisetocreagris egeria en synonymie.

## Étymologie
Son nom d'espèce lui a été donné en référence au lieu de sa découverte, le Turkestan.

## Publication originale
- Beier, 1929 : Die Pseudoskorpione des Wiener Naturhistorischen Museums. II. Panctenodactyli. Annalen des Naturhistorischen Museums in Wien, vol. 43, p. 341-367.